# Ulica Ludwika Waryńskiego w Warszawie
Ulica Ludwika Waryńskiego – ulica w dzielnicach Śródmieście i Mokotów w Warszawie.

## Historia
Ulica powstała w dwóch etapach: wraz z wytyczeniem placu Konstytucji i utworzeniem Marszałkowskiej Dzielnicy Mieszkaniowej (MDM) w latach 1950–1952, by następnie dla rozwiązania problemu ulicy Marszałkowskiej, która na swoim południowym odcinku stała się ulicą jednokierunkową, uzyskać w latach 1966–1967 kosztem części zabudowań ul. Jaworzyńskiej przedłużenie między ulicami Nowowiejską i Puławską. Nazwa ulicy upamiętniająca działacza socjalistycznego Ludwika Waryńskiego została nadana w maju 1951.
Ulicę zaprojektowano w taki sposób, by zminimalizować rozbiórki domów między Marszałkowską a Polną i jak najmniej ingerować w zabytkową Oś Stanisławowską. Z zachowanych budynków rozebrano dwie kamienice z lat 30. XX wieku pod adresami Jaworzyńska 13 i Jaworzyńska 15 oraz zrujnowane i wypalone oficyny budynków przy Śniadeckich, Nowowiejskiej i Polnej. O ile w części północnej przebito się przez zwartą zabudowę, to w części południowej poprowadzono ulicę krawędzią Pola Mokotowskiego. Jedynie na odcinku północnym, od placu Konstytucji do ulicy Nowowiejskiej, obydwie pierzeje ulicy są zabudowane spójną, socrealistyczną zabudową, stanowiącą część założenia MDM. Na odcinku od tej ostatniej ulicy do ronda Jazdy Polskiej jednolitą zabudowę uzupełniającą przebicia częściowo uzupełnił oddany do użytku w 2010 biurowiec Zebra Tower.
W latach 1971–1974 na osi ulicy zbudowano dwupoziomowe skrzyżowanie z Trasą Łazienkowską – rondo Jazdy Polskiej.
Ulica stała się na całej swojej długości dwukierunkowa w latach 90. Po 2010 roku zlikwidowano przejście podziemne pod ulicą, znajdujące się na wysokości Pola Mokotowskiego i Domu Studenckiego „Riviera”.

## Ważniejsze obiekty
- Stacja metra Politechnika
- Pomnik Jazdy Polskiej
- Dom Studencki Politechniki Warszawskiej „Riviera”
- Dom Studencki Politechniki Warszawskiej „Mikrus”
- Klub Riviera Remont
- Wydział Inżynierii Chemicznej i Procesowej Politechniki Warszawskiej
- Kościół Wniebowstąpienia Pańskiego
- Kompleks biurowo-handlowy Plac Unii